# ローゼ・ラント
ローゼ・ラント（1903年6月14日-1980年7月28日）はオーストリア生まれでアメリカへ移住した論理学者、哲学者。ウィーン学団のメンバーでもあった。

## 履歴と業績
ラントはレンベルク（今日のウクライナにおけるリヴィウ）で生まれた。家族とともにオーストリアに移住した後、ウィーンにあったポーランド語話者向けのギムナジウムで学んだ。1924年にウィーン大学に入学、ハインリッヒ・ゴンペルス、モーリッツ・シュリック、ルドルフ・カルナップといった面々に哲学や論理学を学ぶ。1928年に学位を取得。学部卒業後もカルナップを含むウィーン学団のメンバーたちとのつながりを保ち続けた。
博士論文を執筆している期間もラントはウィーン学団の会合に定期的に参加。メンバー間で行われていた議論を記録しながら積極的に活動していた（一番活発に関わっていた時期は1930年から1935年まで）。また1930年から1937年の間、ウィーン大学の精神神経科の病院で働きつつ、同時に心理学の研究にも従事。生活費は学生の家庭教師や大人向けの教養講座などで稼いだ。博士論文が審査を通った翌1939年にはクラクフの学会（1936年）で報告して以来の懸案だった義務論理に関する論文を完成させ、雑誌に発表する。

### ロンドンへ亡命
その一方で、ユダヤ人で女性でもあったラントは第二次世界大戦前のウィーン（赤いウィーン）においてさえも研究職を手にすることができず窮乏していた。そして1939年に前年のドイツによるオーストリア併合から逃れるように、ロンドンに亡命することとなる。
イギリスにおいて、生活のために看護師として働きつつ、ケンブリッジ大学のモラルサイエンス・クラブに「外国人特別参加者」として席をおき、ウィトゲンシュタインの講義などに積極的に参加していた。しかし1943年に心身の不調などからその身分を失い、工場で検品作業をしながら、夜間にはルートン工科大学とトッテナム工科大学でドイツ語と心理学を教える非常勤の職で生活をつないだ。
カール・ポパーは自身のウィーン大学時代の指導教官カール・ビューラー（英語）とも親しかったラントが少額の研究助成金を受給できるように手助けを行い、その結果、改めてラントは「特別研究生」としてオックスフォード大学に籍をおくことができるようになった。他方で1943年から1950年まで工場労働も続けていた。

### アメリカへ移住
1954年にアメリカ合衆国に移住。1955年から1959年にかけて、シカゴ大学、インディアナ大学ノースウェスト校 、ノートルダム大学で初等数学、古代哲学、論理学を非常勤として教える。1959年、マサチューセッツ州ケンブリッジに移り、その後ニュージャージー州プリンストンで生活を送った。大学で教えることがなくなって以降の生活費は、主にラントが行っていたロシア語やポーランド語の学術翻訳に対する少額の稿料やアルバイト代で賄われていた
。それらが切れている期間はローンおよびその他の生活保護のような形での財政支援、あるいはフリーランスの翻訳業務を請け負ったり、パートに従事することでなんとか生計を立てた。
1980年に亡くなったが、ラントの残したノートや書簡、公的記録や学術関連のメモなどがピッツバーグ大学によって買い取られ、現在はデジタル保存などで公開されている。アーカイブには研究ノートや、ウィーン学団期の議事録と会合における議論の記録、ウィトゲンシュタインの講義に出席していた頃のノート、そしてイギリス亡命期に相談相手としてラントを支えたオットー・ノイラートやウィトゲンシュタイン、タルスキ等への1600通の手紙も残されている。

## 学位
- 1928年 学位を取得。
- 1938年 博士号を取得。『T・コタルビンスキの哲学』（ドイツ語）[18][19][20]、（英語）[21]

## 著作（刊行論文）

### 単著
発行年順。
- "Die Logik der verschiedenen Arten von Sätzen, Przegląd Filozoficzny 39/4" (Document) (ドイツ語). Institute of Philosophy and Sociology of the Polish Academy of Sciences. 1936. p. 438.
- “Kotarbinfkis philofophie auf grund feines hauptwerkes: Elemente der erkenntnistheorie, der logik und der methodologie der wiffenfchaften” (ドイツ語). Erkenntnis Erkenntnis : An International Journal of Analytic Philosophy 7 (1):  92-120. (1937). ISSN 0165-0106. OCLC 5654881331.
- (ドイツ語) T. Kotarbińskis Philosophie auf Grund seines Hauptwerkes: 'Elemente der Erkenntnistheorie, der Logik und der Methodologie der Wissenschaften'. 7. (1938). 92–120
  - 同上の英訳版—“Preface and Translation of Prolegomena to Three-Valued Logic by Tadeusz Kotarbiński” (英語). The Polish Review 1 3:  3–22. (1968).
- (ドイツ語) Logik der Forderungssätze. 1. (1939). 308–322
- “Review: Ingarden Roman. O sadzic ivarunkowym (Du jugement hypothetique). (1949) Kwartalnik filozoficzny, vol.18: 263-308” (英語). The Journal of Symbolic Logic (Association for Symbolic Logic) 21 (04):  390-392. (1956). ISSN 0022-4812. OCLC 5560443479. digital version (OCLC 670665063)
- (英語) Review: Tadeusz Kotarbinski, Outlines of the History of Logic. Association for Symbolic Logic. (1960). OCLC 670669901.
  - “Kotarbinski Tadeusz. Wyklady z dziejów logiki (Outlines of the History of Logic). Societas Scientiarum Lodziensis, no. 28, Lodz 1957, pp. 244” (英語). The Journal of Symbolic Logic 25 (01):  62-63. (1960). ISSN 0022-4812. OCLC 5560447403. ISSN 1943-5886
- “The Logic of Demand-Sentences” (英語). Synthese 14:  237–254. (1962).
- “Book Review: Z zagadnien logiki i filozofii, Pisma wybrane” (英語). The Journal of Symbolic Logic 33 (1):  129-133. (1968). ISSN 0022-4812. OCLC 6066978879.
- “Preface and Translations by Rose Rand” (英語). The Polish Review 13 (3):  3-7. (1968). ISSN 0032-2970. OCLC 5543277735.

### 共著
発行年順。
- Fitch, Frederic B.; Rand, Rose (1940). “Logik der Forderungssatze.” (ドイツ語). The Journal of Symbolic Logic 5 (1):  41. ISSN 0022-4812. OCLC 5560443699.
- Rand, Rose; Broad, Charlie Dunbar; Ewing (1941) (英語). A study of the notions of 'real' and 'unreal' based on the questioning of mental patients. Cambridge. OCLC 59219009 ドイツ語からの翻訳。ブロード教授とイーウィング博士による聞き取り調査のまとめ。
- Frege, G; Rand, Rose (1961). “About the Law of Inertia” (英語). Synthese 13 (4):  350-363. ISSN 0039-7857. OCLC 5543734691. フレ―ゲの論考の翻訳。
- Iven, Mathias; Rand, Rose; Wittgenstein, Ludwig (2004) (ドイツ語). Rand und Wittgenstein : Versuch einer Annäherung. Frankfurt am Main: Lang. OCLC 237838511 - ISBN 9783631523940